# Чехословаччина на Олімпійських іграх
Чехословаччина уперше взяла участь у літніх Олімпійських іграх у 1920 році в Антверпені і надалі виступала на всіх літніх Олімпійських іграх, крім Ігор у Лос-Анджелесі в 1984 році. На зимових Олімпійських іграх чехословацькі спортсмени дебютували у 1924 році в Шамоні і відтоді не пропустили жодної зимової Олімпіади. З 1900 по 1912 рік чехословацькі спортсмени виступали на Олімпійських іграх у складі команди Богемії. Після розпаду Чехословаччини з 1 січня 1993 року Чехія та Словаччина почали посилати на Олімпіади незалежні команди.
За час виступу на Олімпійських іграх чехословацькі спортсмени завоювали 168 олімпійських медалей: 51 золоту, 57 срібних і 60 бронзових. Найбільше медалей Чехословаччина завоювала у змаганнях з гімнастики та легкої атлетики.

## Медальний залік

### Медалі на літніх Олімпійських іграх
| Ігри                    | Золото           | Срібло           | Бронза           | Загалом          |
| 1920 Антверпен          | 0                | 0                | 2                | 2                |
| 1924 Париж              | 1                | 4                | 5                | 10               |
| 1928 Амстердам          | 2                | 5                | 2                | 9                |
| 1932 Лос-Анджелес       | 1                | 2                | 1                | 4                |
| 1936 Берлін             | 3                | 5                | 0                | 8                |
| 1948 Лондон             | 6                | 2                | 3                | 11               |
| 1952 Хельсинки          | 7                | 3                | 3                | 13               |
| 1956 Мельбурн/Стокгольм | 1                | 4                | 1                | 6                |
| 1960 Рим                | 3                | 2                | 3                | 8                |
| 1964 Токіо              | 5                | 6                | 3                | 14               |
| 1968 Мехіко             | 7                | 2                | 4                | 13               |
| 1972 Мюнхен             | 2                | 4                | 2                | 8                |
| 1976 Монреаль           | 2                | 2                | 4                | 8                |
| 1980 Москва             | 2                | 3                | 9                | 14               |
| 1984 Лос-Анджелес       | Не брала усчасті | Не брала усчасті | Не брала усчасті | Не брала усчасті |
| 1988 Сеул               | 3                | 3                | 2                | 8                |
| 1992 Барселона          | 4                | 2                | 1                | 7                |
| Всього                  | 49               | 49               | 45               | 143              |

### Медалі на зимових Олімпійських іграх
| Игры                     | Золото | Срібло | Бронза | Загалом |
| 1924 Шамоні              | 0      | 0      | 0      | 0       |
| 1928 Санкт-Моріц         | 0      | 0      | 1      | 1       |
| 1932 Лейк-Плесид         | 0      | 0      | 0      | 0       |
| 1936 Гарміш-Партенкірхен | 0      | 0      | 0      | 0       |
| 1948 Санкт-Моріц         | 0      | 1      | 0      | 1       |
| 1952 Осло                | 0      | 0      | 0      | 0       |
| 1956 Кортина д'Ампеццо   | 0      | 0      | 0      | 0       |
| 1960 Скво-Веллі          | 0      | 1      | 0      | 1       |
| 1964 Інсбрук             | 0      | 0      | 1      | 1       |
| 1968 Гренобль            | 1      | 2      | 1      | 4       |
| 1972 Саппоро             | 1      | 0      | 2      | 3       |
| 1976 Інсбрук             | 0      | 1      | 0      | 1       |
| 1980 Лейк-Плесид         | 0      | 0      | 1      | 1       |
| 1984 Сараєво             | 0      | 2      | 4      | 6       |
| 1988 Калгарі             | 0      | 1      | 2      | 3       |
| 1992 Альбервіль          | 0      | 0      | 3      | 3       |
| Всього                   | 2      | 8      | 15     | 25      |

## Медалі за видами спорта

### Медалі з літніх видів спорту
| Вид спорта                      | Золото | Срібло | Бронза | Загалом |
| Гімнастика                      | 12     | 13     | 10     | 35      |
| Легка атлетика                  | 11     | 8      | 5      | 24      |
| Веслування на байдарках і каное | 7      | 4      | 1      | 12      |
| Стрільба                        | 4      | 3      | 2      | 9       |
| Важка атлетика                  | 3      | 2      | 3      | 8       |
| Бокс                            | 3      | 1      | 2      | 6       |
| Академічне веслування           | 2      | 2      | 7      | 11      |
| Велоспорт                       | 2      | 2      | 2      | 6       |
| Боротьба                        | 1      | 7      | 7      | 15      |
| Теніс                           | 1      | 1      | 2      | 4       |
| Стрибки у воду                  | 1      | 1      | 0      | 2       |
| Футбол                          | 1      | 1      | 0      | 2       |
| Кінний спорт                    | 1      | 0      | 0      | 1       |
| Сучасне п'ятиборство            | 0      | 1      | 1      | 2       |
| Волейбол                        | 0      | 1      | 1      | 2       |
| Хокей на траві                  | 0      | 1      | 0      | 1       |
| Гандбол                         | 0      | 1      | 0      | 1       |
| Дзюдо                           | 0      | 0      | 1      | 1       |
| Всього                          | 49     | 49     | 44     | 142     |

Ця таблиця не включає бронзову медаль завойовану у змаганнях з хокею на літніх Олімпійських іграх 1920 року.

### Медалі з зимових видів спорту
| Вид спорту          | Золото | Срібло | Бронза | Загалом |
| Стрибки з трампліна | 1      | 2      | 4      | 7       |
| Фігурне катання     | 1      | 1      | 3      | 5       |
| Хокей               | 0      | 4      | 4      | 8       |
| Лижні перегони      | 0      | 1      | 4      | 5       |
| Гірськолижний спорт | 0      | 0      | 1      | 1       |
| Всього              | 2      | 8      | 16     | 26      |

 Ця таблиця включає бронзову медаль завойовану у змаганнях 9 хокею на літніх Олімпійських іграх 1920 року.